# Carbonate (Lombardia)
Carbonate (lombardul: Carbonaa vagy Carbunâ) település Olaszországban, Lombardia régióban, Como megyében. Lakosainak száma 2898 fő (2023. január 1.). Carbonate Appiano Gentile, Locate Varesino, Lurago Marinone, Mozzate, Tradate és Gorla Maggiore községekkel határos.

## Népesség
A település népességének változása:
| Lakosok száma | 2943 | 2925 | 2898 |
|               | 2017 | 2018 | 2023 |